# Thomas Baylie
Baylie Thomas (1582-1663) foi um sacerdote inglês, membro da Assembléia de Westminster, monárquico e quinto ministro ejetado, nasceu em Wiltshire na Inglaterra em 1582.
Baylie era um puritano zelosos. Ele pegou a aliança em 1641, foi nomeado um membro da Assembléia de Teólogos de Westminster. Foi-lhe dada a reitoria rica de Mildenhall, Wiltshire na Inglaterra. Morreu e foi sepultado na igreja de São Pedro em 27 de março de 1663.

## Obras
Ele publicou um trabalho dedicado a Sir Thomas Coventry.